# Kiuruvesi
Kiuruvesi è una città finlandese di 7597 abitanti, situata nella regione del Savo Settentrionale.